# Teteven Glacier
Teteven Glacier är en glaciär i Antarktis. Den ligger i Sydshetlandsöarna. Argentina, Chile och Storbritannien gör anspråk på området. Teteven Glacier ligger 212 meter över havet.
Terrängen runt Teteven Glacier är kuperad söderut, men norrut är den platt. Havet är nära Teteven Glacier norrut. Trakten är glest befolkad. Närmaste befolkade plats är Maldonado Station, 6,8 kilometer öster om Teteven Glacier. 